# Ménetreuil
Ménetreuil település Franciaországban, Saône-et-Loire megyében. Lakosainak száma 410 fő (2022. január 1.). Ménetreuil Bantanges, La Chapelle-Naude, La Chapelle-Thècle, Jouvençon, Montpont-en-Bresse és Rancy községekkel határos.

## Népesség
A település népességének változása:
| Lakosok száma | 409  | 406  | 418  | 410  | 409  | 409  | 409  | 410  | 410  |
|               | 2013 | 2015 | 2016 | 2017 | 2018 | 2019 | 2020 | 2021 | 2022 |